# Jean Makoun
Jean II Makoun (* 29. Mai 1983 in Yaoundé) ist ein ehemaliger kamerunischer Fußballspieler.

## Karriere

### Verein
Der defensive Mittelfeldspieler stammt aus der Jugendabteilung von Tonnerre Yaoundé, wo er auch einige Male in der ersten Mannschaft zum Einsatz kam. Zu Beginn der Saison 2001/02 wechselte er in die zweite Mannschaft des OSC Lille.
Nach einer Spielzeit stieg Makoun in Lille in den Profikader auf. In seiner ersten Saison kam er auf zehn Einsätze, seit 2002 war der Kameruner Stammspieler.
Mit der kamerunischen Nationalmannschaft nahm Makoun unter anderem an der Afrikameisterschaft 2004 und 2008 teil.
Zur Saison 2008/09 wechselte er für geschätzte 15 Millionen Euro Ablöse zum französischen Serienmeister Olympique Lyon.
In der Winterpause der Saison 2010/11 wechselte Makoun zu Aston Villa. Im August 2011 wurde er bis zum Ende der Saison 2011/12 an den griechischen Rekordmeister Olympiakos Piräus ausgeliehen.
Zur Saison 2015/16 wechselte Makoun zum türkischen Erstligisten Antalyaspor.

### Nationalmannschaft
Im entscheidenden Spiel gegen Tunesien um die Qualifikation für die Fußballweltmeisterschaft in Brasilien am 17. November 2013 kam er von Beginn an zum Einsatz. Makoun gelangen dabei zwei Tore zum 4:1-Sieg Kameruns.